# Флавьер, Хуан
Хуан Мартин Флавьер (таг. Juan Martin Flavier, 23 июня 1935, Манила, Филиппины — 30 октября 2014, Кесон-Сити, Филиппины) — филиппинский государственный деятель, министр здравоохранения (1992—1995), временный президент Сената Филиппин (2002—2007).

## Биография
Происходил из бедной семьи. Был вынужден работать, чтобы иметь возможность посещать школу, а затем и обучаться на медицинском факультете Филиппинского университета, который окончил в 1960 г. Затем работал врачом в трущобах Тондо и горнодобывающей области Кордильер, а также в бедных сельских общинах Нуэва-Эсиха и Кавите. Для повышения квалификации окончил аспирантуру Университета Джонса Хопкинса с присвоением степени магистра в области общественного здравоохранения.
После своего возвращения на Филиппины становится президентом Движения для сельского возрождения и Международного института возрождения сельских районов, двух организаций, нацеленных на поддержку простых людей посредством образования, обучения и мотивации.
В 1992 г. президент Фидель Рамос назначил его министром здравоохранения Филиппин. Благодаря большому опыту, политик сумел внедрить в отрасль интонационные решения, провел кампанию по массовой вакцинации, что позволило Всемирной организации здравоохранения (ВОЗ) объявить Филиппины страной свободной от полиомиелита. Также способствовал проведению Sangkap Pinoy, общенациональной кампании против недоедания через потребление микроэлементов и организовал медико-санитарную информационную кампанию по борьбе со СПИДом и другими опасными заболеваниями.
В июне 1995 г. был избран членом Сената, принимал активное участие в совершенствовании законодательной базы в сферах здравоохранения, сокращения бедности, охраны окружающей среды и защиты прав коренных народов в области традиционной медицины, принятии законов «О чистом воздухе» и «Правах коренных народов».
В июне 2001 г. был переизбран в состав сената и являлся до 2007 г. его председателем, а также возглавлял комитет по здравоохранению и демографии. Участвовал в разоботке законопроектов о борьбе с отмыванием денег (2001), об опасных наркотических средствах (2002), об охране новых сортов растений, о патронаже (2002), о регулированию табака. По его инициативе Ид аль-Фитр (Ураза-Байрам) в 2002 г. был включен в число государственных праздников страны.
Автор нескольких книг:
- «Доктор в Барриос, опыт движения Филиппин по возрождению сельских районов» (1970)
- «Мои друзья в Барриос» (1974)
- «Вернуться к Барриос: Баликбарио» (1978)
- «Мобилизация местных лидеров для развития сельских районов: пример Народной школы» (1980)
- «Притчи о Баррио» (1991)
- «Давайте Doh It! Как мы это сделали» (1998)